# Nebengesetz
Nebengesetze sind Gesetze, die ein anderes Gesetz ergänzen oder modifizieren, das eine Rechtsmaterie in grundsätzlicher Hinsicht regelt. Die Nebengesetze befassen sich dabei jeweils mit einer besonderen Annexmaterie.

## Deutschland

### Strafrechtliche Nebengesetze
Im deutschen Strafrecht besteht neben dem grundlegenden Strafgesetzbuch eine Anzahl „strafrechtlicher Nebengesetze“. Diese können einen eigenen Straf- und Bußgeldkatalog enthalten, wie das Wirtschaftsstrafgesetz 1954, oder auch nur eine Präzisierung von Vorschriften des Strafgesetzbuches vornehmen, wie das Subventionsgesetz. Die einzelnen „strafrechtlichen Nebengesetze“, die im Fundstellennachweis des Bundesgesetzblattes unter der Ziffer 453 eingeordnet sind, werden häufig auch dem Nebenstrafrecht insgesamt zugerechnet.

### Weitere Nebengesetze
Außerhalb des Strafrechts ist die Bezeichnung „Nebengesetz“ weniger gebräuchlich. Doch können auch in anderen Rechtsgebieten Gesetze einen nebengesetzlichen Charakter aufweisen. So kann etwa im Privatrecht das HGB als Sonderprivatrecht der Kaufleute und somit als Nebengesetz zum BGB verstanden werden. Als Nebengesetze zum HGB wiederum können beispielsweise Gesetze zum Transportrecht oder zum Wertpapierrecht aufgefasst werden.
Im Sozialrecht haben einige Rechtsquellen, die einzelne Bücher des kodifizierenden Sozialgesetzbuches ergänzen, ebenfalls nebengesetzlichen Charakter, z. B. das Wohngeldgesetz, das Bundeselterngeld- und Elternzeitgesetz oder die noch gültigen Bestimmungen der Reichsversicherungsordnung.
Auch Einführungsgesetze, wie das EGBGB oder das EGGVG, verfügen über nebengesetzliche Regelungseigenschaften.